# Tersztyánszky József
Nádasi Tersztyánszky József, Tersánczky, Tercsánszky (Sümeg, Zala vármegye, 1814. március 3. – Nagykanizsa, 1888. december 1.) orvos-, sebész-, és szülészdoktor, szemészmester, okleveles állatorvos, megyei járásorvos.

## Élete
1838-ban a Pesti Egyetemen nyerte orvosdoktori és ugyanabban az évben állatorvosi oklevelét és kinevezték Bakonybélbe (Veszprém vármegye) apátsági orvosnak. 1840-ben az apát halála után Pestre ment, hogy itt az orvosi szakban még inkább kiképezze magát és látogatta a gyermek-, a Rókus és a katonai kórházakat. 1842-ben szemészetből is oklevelet szerzett. 1842-43-ban Sümegen kizárólag a szemészettel foglalkozott és mint vándorszemész működött Zala, Somogy és Vas vármegyékben. 1843-tól a nagykanizsai járás tisztiorvosa és iskolaszéki tag volt.
A szőlészet és kertészet nagy pártfogója volt, a szőlőtermelés és borkészítés újabb módszereinek, valamint a nemesebb fa- és szőlőfajok terjesztésének népszerűsítésén dolgozott. Szabadhegyen mintaszőlészetet és gyümölcsöst is létrehozott. A nagykanizsai fegyházban gyakran tartott előadásokat a raboknak, azon célból, hogy később könnyebben be tudjanak illeszkedni a társadalomba.
Nevelési, közegészségi és gazdasági cikkeket írt 1840-től a szaklapokba (I. Szinnyei Repertóriuma III. Természettudományok); állandó belső munkatársa volt 25 évig a Zalai Közlönynek; írt a Vasárnapi Ujságba (1856-57.), a Tanodai Lapokba és a Zalába is; a Zalai Tanügynek pedig társszerkesztője volt.

## Művei
- Községi orvos. Útmutatás az egészség és élet védelmére... Nagy-Kanizsa, 1858. (Neve: Tersánszkynak írva).
- Az epés kórgyógytana. Uo. 1858.
- A jó gazdasszonykodás alapelvei. Utmutatás a közép háztartás vezetésére: Nép- és polgári leányiskolák, iskolán kívüli leányok számára tan- és olvasókönyv. Uo. 1864. (2. kiadás. Uo. 1880., 3. jav. és bőv. kiadás. Uo. 1885.).
- Oenologia, az az irányadó kalauz. A szőlőmívelésben és a hazánkban mívelni szokott fajoknak családjuk szerint leendő rendszeres osztályozhatására. Uo. 1865.
- A jobb szőlőművelés, borkészítés és pinczegazdálkodás korszerű könyve. 117 ábrával. Uo. 1869.
- Szőlőszeti és borászati titkok gyűjteménye. 10 ábrával. Uo. 1874.
- A gazdászat alapelvei. Utmutatás a mezei gazdászat vezetésében a tanúlóifjúság számára. Uo. 1875. (2. kiadás 1879., 3. k. 1888. Uo.).
- A falu bábája. Szülési ábrákkal. Uo. 1876.
- Útvezető a szőlészetben és borászatban, a m. kir. földmívelés-, ipar- és kereskedelmi miniszterium megbizásából. Uo. 1878. (Melyből a nagy-kanizsai állambörtönben letartóztatottakat kilencz évig tanította).
- Szabadhegy monografiája... 1878.
- Légrád mezőváros monografiája... 1878.
- A nép orvosa. Egészségügyi intézkedések az egészség előmozdítására és megőrzésére, esetleg a háborgatott egészség helyreállítására, az egészség és orvosrendészet és a kórgyógytan szerint. Uo. 1881.
- Népszerű oktatás a balesetek alkalmával szükségessé válandott segélynyujtásban az 1876. évi közegészségi t.-czikk első részének V. fejezete kifolyásából. A nép, népiskolák, hajósok, halászok, mozdony- és vonatvezetők, bányászok, rendőrök, halottkémek, halottakra felügyelők, betegápolók használatára. Uo. 1881.